# Iranobrium brancuccii
Iranobrium brancuccii là một loài bọ cánh cứng trong họ Cerambycidae.